# Peter Nickl

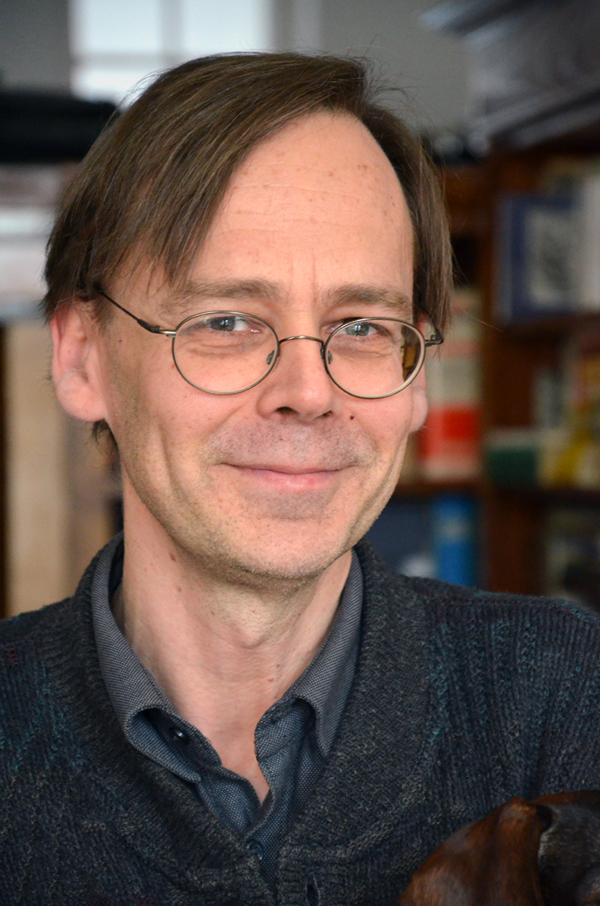
Peter Nickl in seinem Haus im Februar 2014

Peter Nickl (* 26. August 1958 in München) ist ein deutscher Autor, Herausgeber und Dozent für Philosophische Anthropologie.

## Leben

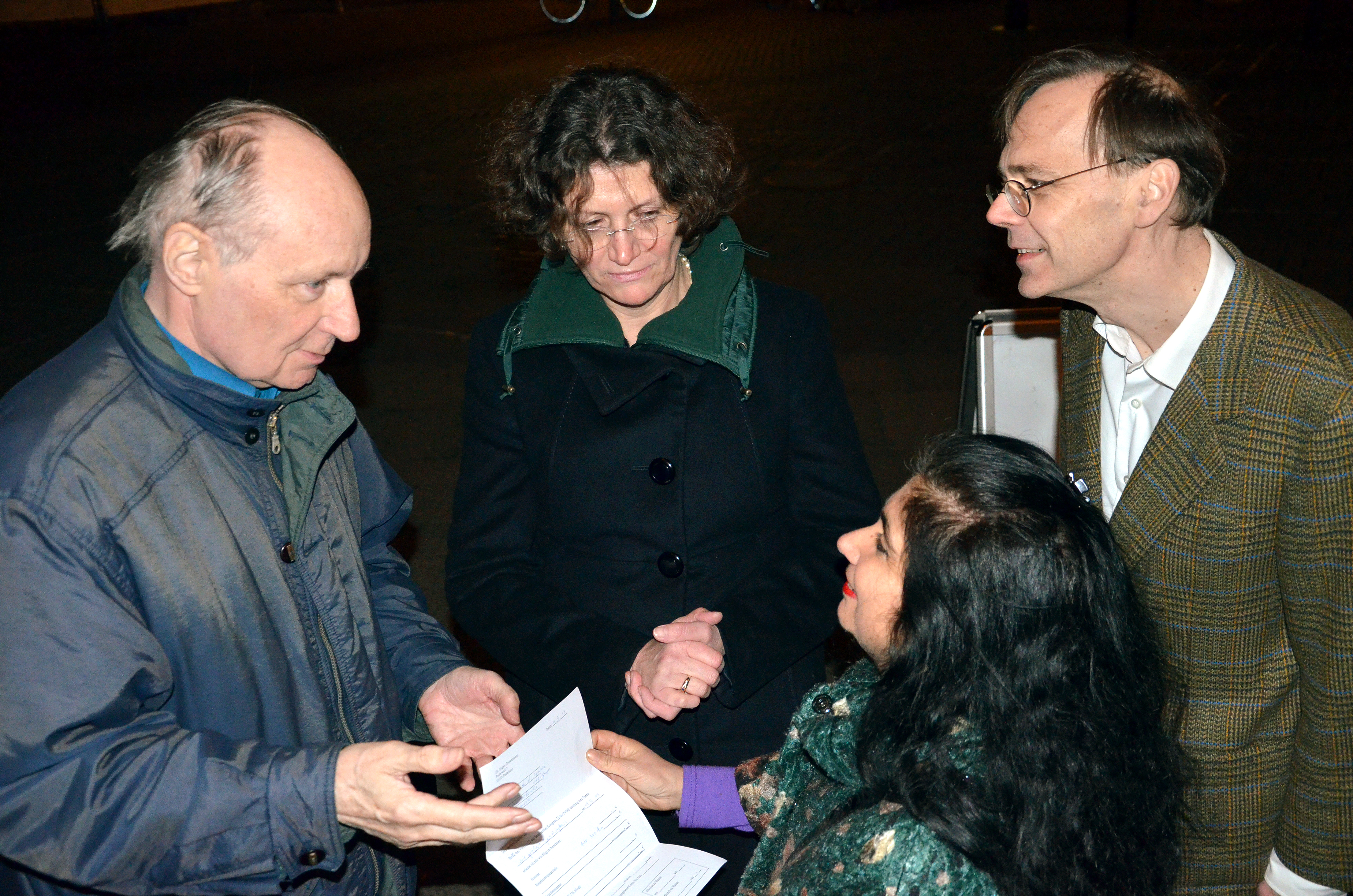
Peter Nickl und Ehefrau Assunta Verrone (beide rechts im Bild) mit Eugen Drewermann (links) und Pastorin Hanna Kreisel-Liebermann vor der Marktkirche in Hannover beim 4. Festival der Philosophie

Peter Nickl legte 1977 sein Abitur ab und wurde dann in die Stiftung Maximilianeum aufgenommen. Ab 1978 studierte er Rechtswissenschaften und Deutsche Literatur an der Ludwig-Maximilians-Universität München. Während eines Stipendiums von 1980 bis 1981 im Collegio Ghislieri in Pavia studierte er Philosophie bei Franco Alessio (1925–1999), Fulvio Papi (* 1930) und Mario Vegetti, und setzte von 1981 bis 1982 seine philosophischen Studien an der Ludwig-Maximilians-Universität München fort. 1985 schrieb er sein Magister Artium zum Thema „Die ,Ethica‘ des Peter Abaelard“ bei Werner Beierwaltes.
1991 wurde Nickl bei Robert Spaemann mit einer Dissertation über Jacques Maritain an der Universität München promoviert. Im selben Jahr begann er eine Tätigkeit als wissenschaftlicher Assistent am Forschungsinstitut für Philosophie Hannover bei Reinhard Löw. Nach dem Tod von Reinhard Löw 1994 wechselte Nickl zu Richard Schenk. 1995 erhielt Nickl einen Lehrauftrag für Philosophische Anthropologie am Philosophischen Seminar der Universität Hannover.
Mit einem Stipendium der Deutschen Forschungsgemeinschaft habilitierte sich Nickl im Jahr 2000 an der Universität Regensburg. 2001 begann er dort seine Lehrtätigkeit und war von 2003 bis 2010 nebenher Professurverwalter am Philosophischen Seminar der Leibniz Universität Hannover.
2008 leitete Peter Nickl das erste „Festival der Philosophie“ in Deutschland. 2009 wurde er zum außerplanmäßigen Professor an der Universität Regensburg ernannt. Von 2010 bis 2012 vertrat er Thomas Leinkauf an der Universität Münster. 2013 war Peter Nickl Lehrbeauftragter an der Leibniz-Stiftungsprofessur Hannover und 2014 bei den Germanisten.
Peter Nickl ist Mitglied im Hannoverschen Künstlerverein (HKV).
Er gab Texte verschiedener Philosophen des Mittelalters heraus (Boetius von Dacien, Petrus Damiani, Thomas von Aquin, Bonaventura, Petrus Johannis Olivi).
Er arbeitet daran, die mittelalterliche Anthropologie für ein Verständnis der Moderne fruchtbar zu machen: während seit Descartes’ „ich denke, also bin ich“ sich ein einseitig intellektbasiertes Menschenbild etabliert hat, sah das Mittelalter den menschlichen Geist von den komplementären Fähigkeiten „intellectus“ und „affectus“ bestimmt. Hieran anknüpfend, ließen sich Alternativen zu einer von KI bestimmten Zukunft entwickeln.

## Veröffentlichungen (Auswahl)

### Monografien
- Jacques Maritain. In: Julian Nida-Rümelin (Hrsg.): Philosophie der Gegenwart in Einzeldarstellungen. Alfred Kröner, Stuttgart 1991, ISBN 3-520-42301-4, S. 396–402.
- Jacques Maritain. Eine Einführung in Leben und Werk. ( = Politik- und Kommunikationswissenschaftliche Veröffentlichungen der Görres-Gesellschaft, Band 10). Zugleich Dissertation Universität München 1991. Schöningh, Paderborn / München / Wien / Zürich 1992, ISBN 3-506-76819-0.
- Über die Ewigkeit der Welt / Bonaventura ; Thomas von Aquin ; Boethius von Dacien, in deutscher und lateinischer Sprache mit einer Einleitung von Rolf Schönberger, Frankfurt am Main: Klostermann, 2000, ISBN 3-465-03097-4.
- Ordnung der Gefühle. Studien zum Begriff des Habitus, zugleich Habilitation 2000 an der Universität Regensburg, Hamburg, 2. Auflage, Hamburg: Meiner Verlag, 2005, ISBN 3-7873-1767-8.
- Quaestio an in homine sit liberum arbitrium ( = Über die menschliche Freiheit. Petrus Johannis Olivi), in Deutsch und Latein ( = Herders Bibliothek der Philosophie des Mittelalters, Band 8, Einheitssachtitel Summa quaestionum), Freiburg im Breisgau; Basel; Wien: Herder, 2006, ISBN 978-3-451-28690-2 und ISBN 3-451-28690-4.
- De divina omnipotentia ( = Über die göttliche Allmacht. Petrus Damiani), in Deutsch und Latein ( = Herders Bibliothek der Philosophie des Mittelalters, Band 46, Einheitssachtitel De divina omnipotentia), Freiburg im Breisgau; Basel; Wien: Herder, 2019, ISBN 978-3-451-38403-5.

### Herausgeberschaften
- Die sieben Todsünden – zwischen Reiz und Reue ( = Thomas-Morus-Impulse : Schriften der Thomas-Morus-Gesellschaft Hannover, Band 3), Berlin; Münster: Lit, 2009, ISBN 978-3-8258-0409-1.
- Zusammen mit Georgios Terizakis: Die Seele. Metapher oder Wirklichkeit? Philosophische Ergründungen. Texte zum Ersten Festival der Philosophie in Hannover 2008, in der Reihe Edition moderne Postmoderne, Bielefeld: Transcript, 2010, ISBN 978-3-8376-1268-4.
- Zusammen mit Raimund Nowak, Assunta Verrone[6] : Nachhaltigkeit denken. Texte zum 2. Festival der Philosophie, Hannover 2010, in der Reihe Philosophie: Forschung und Wissenschaft, Band 36, LIT Verlag Berlin, 2011, ISBN 978-3-643-11044-2.
- Zusammen mit Assunta Verrone: Di quanta ragione ha bisogno la società? Wie viel Vernunft braucht die Gesellschaft? Festival der Philosophie in Hannover, (Testo italiano e tedesco): Diogene Edizione, Pomigliano d’Arco Napoli 2013, ISBN 978-88-6647-083-0.
- Zusammen mit Assunta Verrone: Wie viel Vernunft braucht der Mensch? Texte zum 3. Festival der Philosophie, in der Reihe Philosophie: Forschung und Wissenschaft, Band 40: LIT Verlag Berlin, 2015, ISBN 978-3-643-12285-8.
- Zusammen mit Assunta Verrone: Welche Gerechtigkeit? Texte zum 4. Festival der Philosophie Hannover 2014, in der Reihe Philosophie: Forschung und Wissenschaft, Band 45: LIT Verlag Berlin, 2016, ISBN 978-3-643-13315-1.
- Zusammen mit Assunta Verrone: Schönheit ist Freiheit Texte zum 5. Festival der Philosophie, in der Reihe Philosophie: Forschung und Wissenschaft, Band 49: LIT Verlag Berlin, 2018, ISBN 978-3-643-14020-3.
- Zusammen mit Assunta Verrone: Dreiviertel-Ich: Identitäten Textband zum 6. Festival der Philosophie, in der Reihe Philosophie: Forschung und Wissenschaft, Band 51: LIT Verlag Berlin, 2020, ISBN 978-3-643-14272-6.
- Zusammen mit Peter M. Steiner, Assunta Verrone: Weisheit und Wissenschaft Textband zum 7. Festival der Philosophie, in der Reihe Philosophie: Forschung und Wissenschaft, Band 54: LIT Verlag Berlin, 2022, ISBN 978-3-643-14991-6.